# ASE de Chastre
ASE de Chastre is een Belgische voetbalclub uit Chastre, die bij de KBVB is aangesloten met stamnummer 9308. De clubkleuren zijn rood en wit. De eerste damesploeg promoveerde in het seizoen 2015/16 voor het eerst naar Tweede klasse.

## Geschiedenis
Chastre duikt voor het eerst op in het nationale damesvoetbal in 2011: bij de intrede in de Derde klasse wordt de club tiende en vermijdt zo nipt de onmiddellijke degradatie. Het seizoen daarna speelt Chastre een veel beter seizoen en eindigt de club tweede, weliswaar negentien punten achter kampioen Tongeren DV. Enkel de kampioen mocht echter uit Derde klasse promoveren, en zo bleef Chastre in de laagste nationale reeks, waar het deze prestatie niet meer kon evenaren. De club bleef wel een subtopper, met nog een vijfde en een derde plaats. 
In het vijfde seizoen in de nationale reeksen werd Chastre nogmaals derde, maar door de opheffing van Derde klasse en de uitbreiding van Tweede klasse van 12 naar 28 ploegen was dat deze keer wél voldoende voor promotie. In het seizoen 2016/17 speelt de club dus voor het eerst in de Tweede klasse.

## Resultaten

### Seizoenen A-ploeg
| Seizoen | Reeks                 | Niveau | Plaats | Punten | Beker                    | Opmerkingen                              |
| ------- | --------------------- | ------ | ------ | ------ | ------------------------ | ---------------------------------------- |
| 2010/11 | Eerste provinciale    | 4      | 1      | ?      | -                        |                                          |
| 2011/12 | Derde klasse B        | 3      | 10     | 30     | Tweede ronde             | Eerste seizoen in Nationale              |
| 2012/13 | Derde klasse B        | 4      | 2      | 50     | Tweede ronde             | Women's BeNe League nieuw hoogste niveau |
| 2013/14 | Derde klasse B        | 4      | 5      | 51     | Eerste ronde             |                                          |
| 2014/15 | Derde klasse B        | 4      | 3      | 47     | Derde ronde              |                                          |
| 2015/16 | Derde klasse B        | 4      | 3      | 53     | Derde ronde              | Promotie dankzij competitiehervorming    |
| 2016/17 | Tweede klasse A       | 3      | 9      | 32     | Beker van België 2016-17 |                                          |
| 2017/18 | Tweede klasse B       | 3      | 10     | 34     | Vierde ronde             |                                          |
| 2018/19 | Tweede klasse B       | 3      | 3      | 59     | Tweede ronde             |                                          |
| 2019/20 | Tweede klasse B       | 3      | 2      | 39     | Derde ronde              |                                          |
| 2020/21 | Eerste klasse         | 2      | -      | -      | -                        | Seizoen geschrapt wegens covid-19        |
| 2021/22 | Eerste klasse         | 2      | 15     | 11     | 1/4 finale               |                                          |
| 2022/23 | Eerste klasse         | 2      | 15     | 0      | Derde ronde              |                                          |
| 2023/24 | Eerste klasse         | 2      | 16     | 0      | Derde ronde              |                                          |
| 2024/25 | Interprovinciale ACFF | 3      | 12     | 8      | Vierde ronde             |                                          |
| 2025/26 | Eerste provinciale    | 4      |        |        | -                        |                                          |

## Mannenploeg
De mannenploeg van ASE de Chastre speelt in de Waals-Brabantse provinciale reeksen.